# 留萌煤田
留萌煤田（日語平假名：るもいたんでん），位处北海道的西北部，是横跨了平冢市·小平町·羽幌町·沼田町的煤田地带。明治时期就已经发现煤炭但当时没有开发，昭和年间才铺设了铁路。

## 主要煤矿
主要位于雨龙地区羽幌地区的昭和煤矿，浅野煤矿，大和煤矿，達布煤矿，本乡煤矿，丰平煤矿，羽幌煤矿，築別煤矿等。由于资源枯竭和能源革命，劳动条件的改善和安全确保所引起的成本增加使财政恶化，这些煤矿在1970年之前全部消失了。由于煤矿的衰落，许多另外，靠煤矿建立的小镇几乎全都变成幽灵小镇。

## 设施
有专门为煤炭运输的留萠铁路，还有天塩炭砿铁路等私有铁路，但现在几乎是无人废墟。